# Sainte-Maure-de-Touraine
Sainte-Maure-de-Touraine ist eine französische Gemeinde mit 4.118 Einwohnern (Stand 1. Januar 2022) im Département Indre-et-Loire in der Region Centre-Val de Loire; sie gehört zum Arrondissement Chinon und zum Kanton Sainte-Maure-de-Touraine. Der Ort wird vom Fluss Manse durchquert.
Sainte-Maure-de-Touraine ist die AOC-Bezeichnung für einen französischen Ziegenkäse, der in dem Artikel Sainte-Maure-de-Touraine behandelt wird.

## Bevölkerungsentwicklung
| 1962 | 1968 | 1975 | 1982 | 1990 | 1999 | 2008 | 2017 |
| ---- | ---- | ---- | ---- | ---- | ---- | ---- | ---- |
| 3069 | 3574 | 4016 | 4130 | 3983 | 3909 | 4019 | 4214 |

## Sehenswürdigkeiten
- Neugotische Kirche von Sainte-Maure mit einer Krypta aus dem 9.–11. Jahrhundert, seit 1926 Monument historique
- Chapelle des Vierges aus dem 15. Jahrhundert, Wiederaufbau im 19. Jahrhundert.
- Prieuré Saint-Mesmin, gegründet 1060 von Hugues I. de Sainte-Maure, seit 1948 Monument historique. Privateigentum
- Couvent Notre-Dame-des-Vertus aus dem Jahr 1682
- Markthallen aus dem Jahr 1672
- Burg Sainte-Maure der Familie Rohan, gegründet 990 von Fulko Nerra, Neubau im 14.–15. Jahrhundert, Volkskundemuseum
- der Menhir Pierre Percée von Draché (auch Menhir des Arabes genannt) südlich des Ortes
- der Dolmen von Boumiers

## Städtepartnerschaft
- Ayllón in Spanien